# Аттрактанты

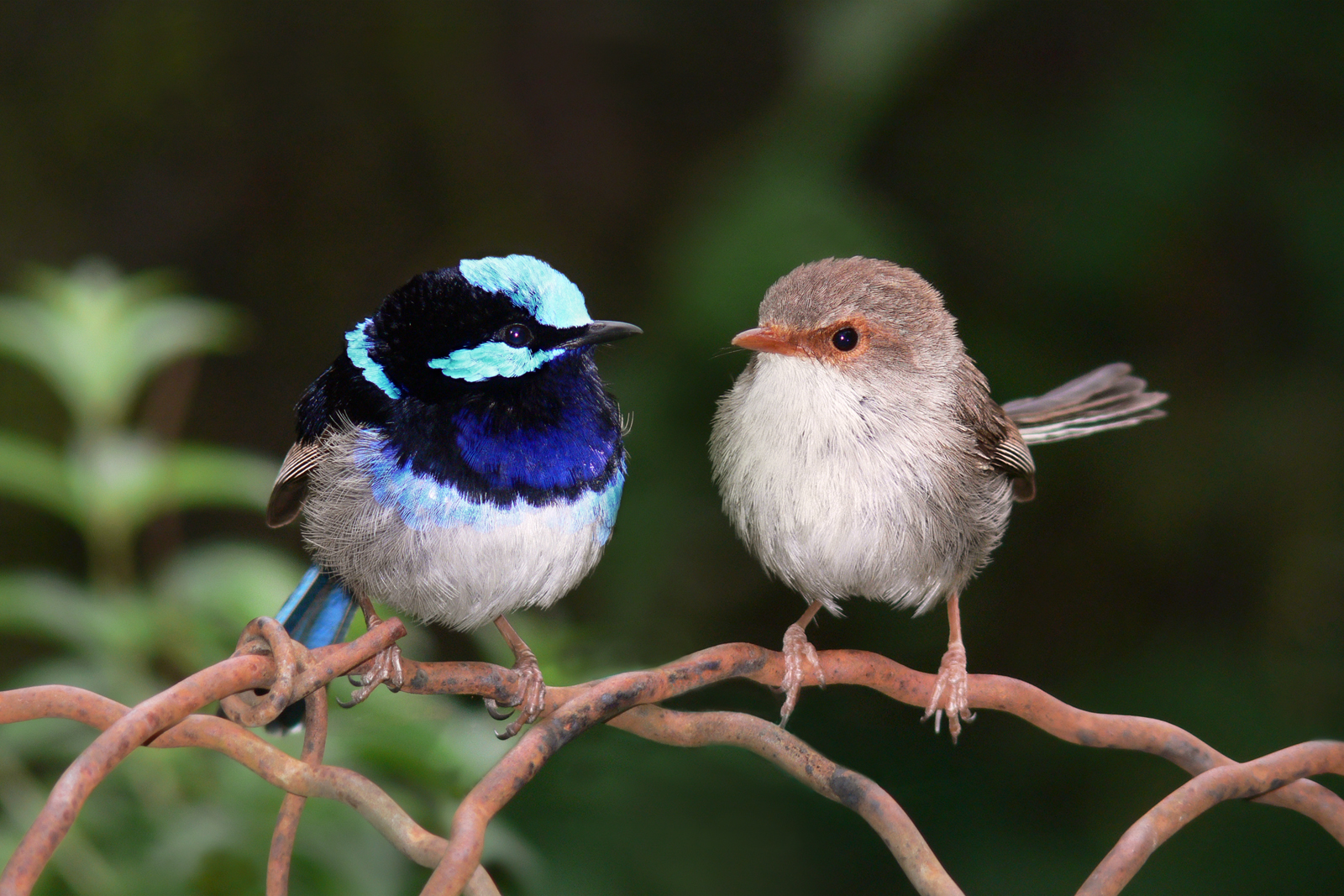
Самец (слева) и самка прекрасного расписного малюра. Яркая окраска привлекает внимание партнёра. Частный случай визуальной аттрактации

В биологии аттракта́нты (от лат. attrahere — «привлекать») — это адекватные раздражители — вещества, сигналы или объекты — факторы, которые привлекают живые организмы. Они действуют на различные виды рецепторов: обоняние, зрение, вкус и др. Действуя в рамках инстинктов и рефлексов, аттрактанты как внешние сигналы включают готовые поведенческие программы, закреплённые в ходе эволюции.
Аттрактанты играют важную роль в экологии, поведении животных, опылении растений и даже в сельском хозяйстве и медицине. Антоним слова аттрактант — репеллент.

## Химические аттрактанты
Химические аттракта́нты — собирательное название природных или синтетических химических веществ, вызывающие у воспринимающих их организмов влечение к источнику запаха. 
Аттрактанты в живой природе обнаружены у многих растений, грибов, насекомых, нематод, паукообразных, ракообразных, рыб, млекопитающих, у водорослей. 
Часто аттрактанты основаны на пищевом инстинкте, — инстинкте, направленном на активный поиск пищи и её потребление. В зависимости от вида, это может быть запах дрожжей, гниения, фруктов и пр. Кровососущих комаров привлекает углекислый газ, поскольку его выделяют жертвы. Аттрактанты у многих видов цветковых растений привлекают запахом цветов опыляющих их насекомых, часто такие аттрактанты специфичны для опыляющего вида насекомых, например, запах гниющего мяса у цветков некоторых орхидей, опыляемых мухами-падальщицами.

### Феромоны

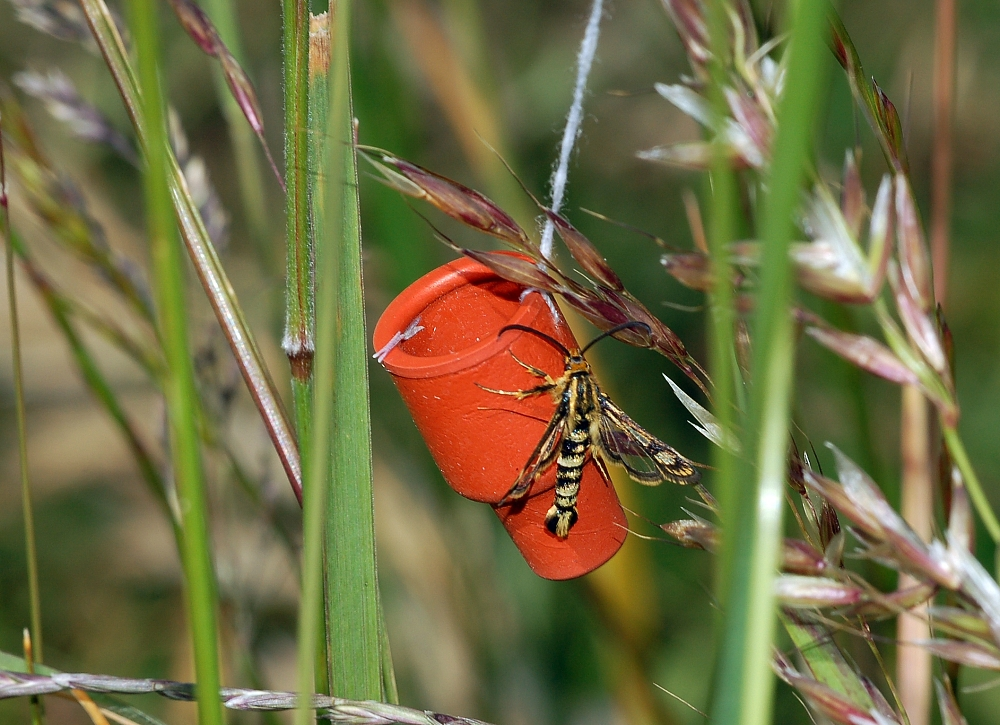
Феромонная ловушка для насекомых

Аттрактанты, выделяемые животными обычно называют феромонами. Феромоны привлекают животных-акцепторов для питания (пищевые аттрактанты), в места откладки яиц, группировки особей и их спаривания (половые аттрактанты).
Половые аттрактанты выделяются некоторыми видами насекомых в ничтожных количествах, например, самка тутового шелкопряда выделяет половой аттрактант бомбикол в количестве около 9 нанограмм и этого количества достаточно для привлечения самцов на расстоянии до сотен метров.
Впервые половые аттрактанты были обнаружены в 1959 году у самки тутового шелкопряда вида Bombyx mori группой немецких биохимиков  под руководством Адольфа Бутенандта. Их открытие было опубликовано в 1962 году.
Химически половые аттрактанты у насекомых отряда чешуекрылых Lepidoptera представляют собой непредельные органические вещества линейного строения из групп спиртов, альдегидов и сложных эфиров с общей химической формулой {\displaystyle {\ce {CH3-{(CH2)}n-(CH=CH)m-(CH2)p-R}}}, где {\displaystyle {\ce {R\ =\ OH}}}, {\displaystyle {\ce {CHO}}}, {\displaystyle {\ce {OCOCH3}}}; n = 1—6; m = 0, 1 или 2; p = 6, 8 или 10.
Синтезом половых аттрактантов в СССР начали заниматься в 70‑х годах XX века в Институте химии под руководством Г. А. Толстикова и В. Н. Одинокова.
Были синтезированы половые  аттрактанты многих видов насекомых: пчёл, непарного шелкопряда, шелкопряда-монашенки, яблонной плодожорки, хлопковой совки, мельничной и южной огнёвок, мучного хрущака, карантинных вредителей.
В настоящее время эти вещества используют для экологически безопасной борьбы с насекомыми-вредителями.

## Визуальные аттрактанты

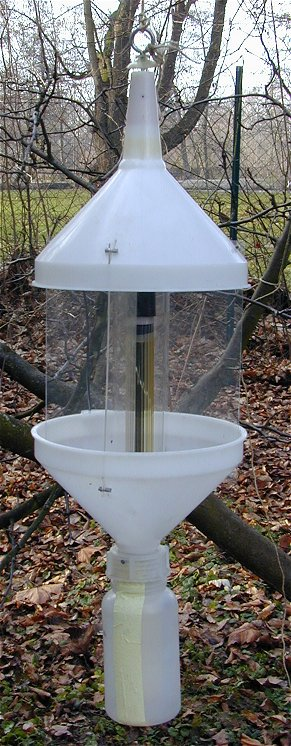
Световая ловушка насекомых

К визуальным атрактатам относятся визуальные сигналы: форма, окраска, движение, узор, освещённость и пр. 
Например, самцов жуков Julodimorpha bakewelli визуально привлекают стеклянные пивные бутылки, причём сильнее, чем самки своего вида. 
Примером цветовой аттрактации является привлекательность красного цвета для нектароядных птиц. Поэтому цветки, опыляемые птицами, часто окрашены в красные цвета. 
Цветки некоторых орхидей помимо запаха визуально напоминают самок некоторых насекомых, а зловонные цветы привлекают мух не только запахом, но и специфическим видом, имитирующим падаль.
Хищников привлекает движение жертвы. Поэтому домашних кошек увлекают движущиеся игрушки.
Частный случай арртактации — положительный фототаксис насекомых, когда они летят на источник искусственного освещения.

## Акустические аттрактанты
Песни птиц или стрекотание самцов насекомых привлекает половых партнёров.

## Температурные аттрактанты
Некоторые паразиты ориентируются на тепло тела хозяина.
Сапрофильные цветки привлекают мух и жуков термгенезом.

## Микроскопические аттрактанты
Бактерии реагируют на градиенты питательных веществ (хемотаксис).
Сперматозоиды двигаются к яйцеклетке по химическим сигналам.